# 佐嘉酒造
佐嘉酒造株式会社（さがしゅぞう）は佐賀県佐賀市に本社を置く酒造メーカーである。日本酒、焼酎、リキュール類を生産している、佐賀県内最古の歴史を持つ蔵。主な銘柄は「窓乃梅」「佐嘉」。

## 沿革
蔵の創業は1688年（元禄元年）で、龍造寺氏の直臣だった初代・古賀六右衛門が、佐賀藩の余剰米の利用法として酒造りを命じられたのが始まり。当初は「寒菊」の銘で酒作りを行っていたが、1860年（安政七年）八代目古賀文左衛門の頃に、酒蔵の横で咲き誇っていた白梅の花が風に吹かれて仕込み桶に降り注いだところ、桶の中からかってない芳醇な香りが漂よいはじめた。文左衛門は早速藩主鍋島直正に献上したところ、直正はその場で「年々にさかえさかえて名さえ世に香りみちたる窓乃梅が香」の一句をしたため、それを直臣、古川松根が掛軸に仕立て上げ、文左衛門に贈った、という古事から「窓乃梅」に改称している。1918年（大正7年）には「窓乃梅酒造株式会社」として法人化した。
甘口の酒が好まれる佐賀では本醸造は「薄い」、純米は「酸っぱい」と言われていた中、米と米麹、水だけを原料とした「純米酒」の開発と普及、啓蒙を行う「純粋日本酒協会」の発足メンバーとして活動するなど酒造りへのこだわりは強い。
また、生酛の技術を伝承する数少ない蔵のひとつでもあり、機械化される以前の「木桶仕込」も復活させるなど伝統技術の継承にも力を入れている。
2020年（令和2年）、九州みらい建設グループ（現 地域みらいグループ）の傘下に入る。翌年には古賀釀治が社長を退任し元工場長の力久光浩が社長に就任。さらに2022年（令和4年）3月に佐賀銀行初の女性執行役員を務めたのち地域みらいグループに入社した木下里美が社長に就任した。
2022年（令和4年）11月1日、社名を「窓乃梅酒造株式会社」から「佐嘉酒造株式会社」に変更した。

## 各種データ
- 主な銘柄：「窓乃梅」「佐嘉」

2021年に新ブランド「佐嘉」シリーズを立ち上げ、熟成蒸留酒「佐嘉 SAGA」(15年・12年・9年，25度 17年・10年)、清酒「佐嘉」(純米大吟醸・純米吟醸・特別純米)、本格焼酎「佐嘉 肥州」(樽焼酎・麦焼酎)の発売を開始。
- 所在地：佐賀県佐賀市久保田町大字新田1833-1640番地

仕込み水には嘉瀬川の源流・脊振山系の三瀬峠に湧くやや軟水の湧き水を使用。そのため佐賀の酒らしい甘口の酒が多い。

## その他
- 窓乃梅の古事の前年、古賀文左衛門は60を超える年齢を押して、酒造りの先進地である西宮（現在の灘）に技術を学びに出ている。13代蔵元の古賀醸治氏は「その研究の成果が次の年の造りに現れ、酒の味がガラリと変わったのが、“花吹雪の奇跡”としてつたわったのではないか」と述べている。

- 12代蔵元の古賀酵一郎氏は日本酒造組合中央会の副会長として、本格焼酎の日の制定や近代化基金の創設に力を尽くし、本格焼酎メーカーの経営基盤強化施策の礎を築いた事で知られる[7]。